# Susanne Fröhlich

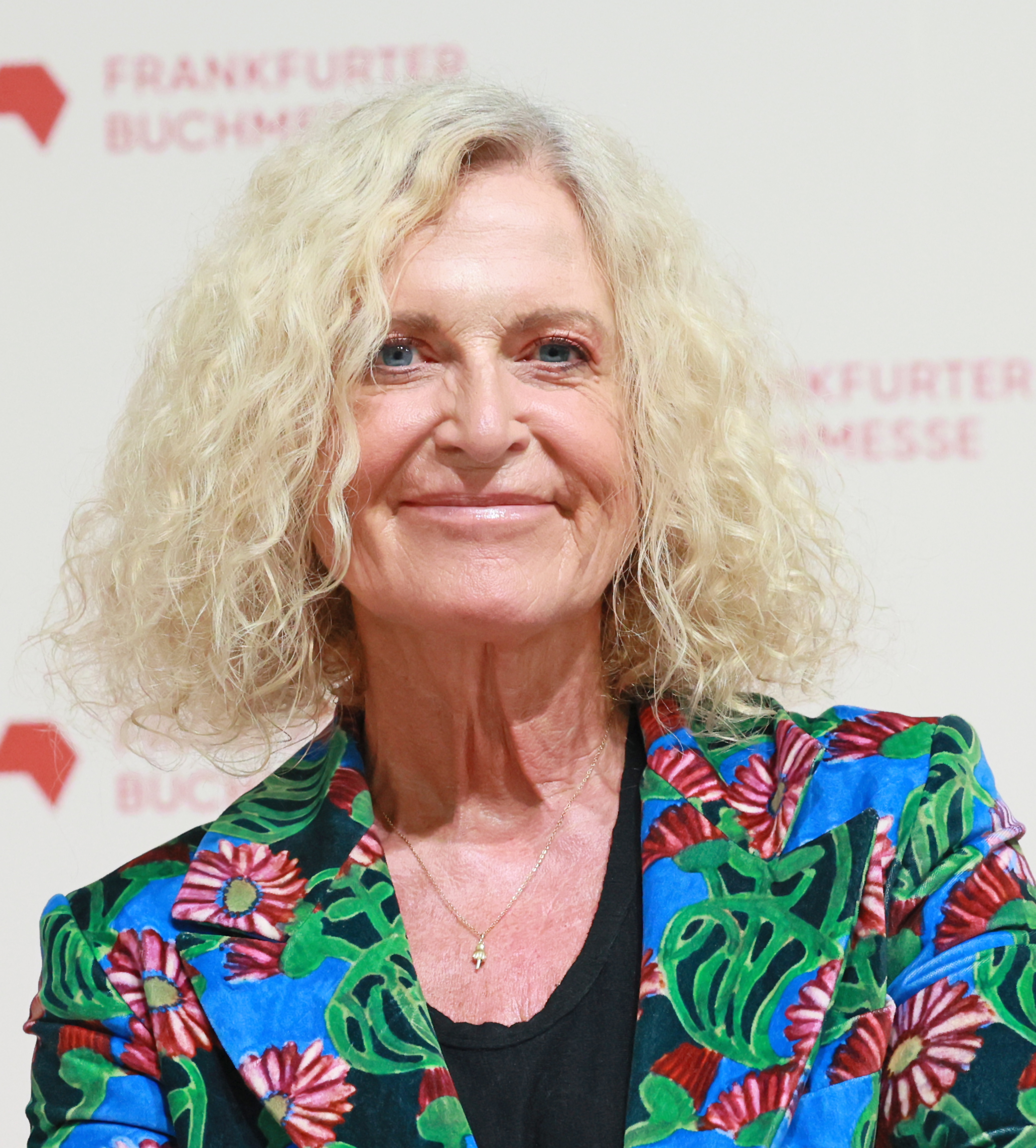
Susanne Fröhlich auf der Frankfurter Buchmesse 2023

Susanne Fröhlich (* 15. November 1962 in Frankfurt am Main) ist eine deutsche Schriftstellerin und Journalistin, die hauptberuflich für den Hessischen Rundfunk arbeitet.

## Werdegang
Susanne Fröhlich wurde als Tochter eines Frankfurter Notars geboren. Sie machte 1982 ihr Abitur an der Schillerschule Frankfurt. Nach abgebrochenem Jura-Studium (4 Semester) und Volontariat debütierte Fröhlich 1984 beim Hessischen Rundfunk (Hörfunk). Von 1988 bis Sommer 2007 moderierte sie das Ausgehspiel in hr3. Im Fernsehen moderierte sie Allein oder Fröhlich, Vorsicht Fröhlich, Fröhlich bei Nacht oder Wir vier. Sie war regelmäßig Gast bei Blond am Freitag sowie in der hr-Quizshow strassenstars.
Mittlerweile hat Fröhlich mehrere Bücher veröffentlicht, die sich insgesamt mehr als eine Million Mal verkauft haben. Ihr erster Roman Frisch gepresst handelt von einer Frau namens Andrea Schnidt, die gerade Mutter wird. In der gleichnamigen Verfilmung von 2012 spielte Diana Amft die Hauptrolle. Weitere Folgen aus dieser Reihe sind: Frisch gemacht, Familienpackung, Treuepunkte, Lieblingsstücke und Lackschaden. Das Buch Jeder Fisch ist schön, wenn er an der Angel hängt wendet sich an weibliche Singles. In ihrem Roman Der Tag, an dem Vater das Baby fallen ließ wirft die Mutter des verstorbenen Babys den Vater hinaus und beginnt eine lesbische Beziehung zur Zugehfrau.
2004 erschien Susanne Fröhlichs bisher größter Bucherfolg Moppel-Ich, ein Ratgeber, der sich auf humorvolle Weise mit Gewichtsproblemen auseinandersetzt. In Anlehnung an dieses Buch entstand auch ein Fernsehfilm, ebenfalls unter dem Titel Moppel-Ich.
Im MDR Fernsehen moderiert Susanne Fröhlich die Buchsendung Fröhlich lesen. Sie gehört zeitweise in der SWR-Sendung Ich trage einen großen Namen zum Rateteam. Sie ist außerdem regelmäßig Teil des Rateteams bei den strassenstars im hr-Fernsehen.

## Familie
Susanne Fröhlich lebte mit dem Fernsehmoderator Gert Scobel zusammen, den sie während des gemeinsamen Volontariats beim Hessischen Rundfunk kennengelernt hatte. Seit Sommer 2008 sind sie getrennt. Die beiden haben zwei Kinder.

## Werke

### Bücher
Einzelwerke
- Strichfassungen und Regiebücher: Kulturpolitik 1888-1938 und Klassikerinszenierungen am Wiener Burg- und Volkstheater. Lang Verlag, Frankfurt am Main; Berlin; Bern; New York; Paris; Wien 1996, ISBN 3-631-49083-6.
- Frisch gepreßt. Eichborn Verlag, Frankfurt am Main 1998, ISBN 3-8218-0570-6.
- Der Tag, an dem Vater das Baby fallen ließ. Eichborn Verlag, Frankfurt am Main 2001, ISBN 3-8218-0826-8.
- Frisch gemacht! Krüger-Verlag, Frankfurt am Main 2003, ISBN 3-8105-0663-X.
- Moppel-Ich: Der Kampf mit den Pfunden. Krüger-Verlag, Frankfurt am Main 2004, ISBN 3-8105-0666-4. (Platz 1 der Spiegel-Bestsellerliste für Sachbücher vom 7. Juni bis zum 25. Juli und vom 2. August bis zum 17. Oktober 2004)
- Familienpackung. Krüger-Verlag, Frankfurt am Main 2005, ISBN 3-8105-0664-8.
- Treuepunkte. Krüger-Verlag, Frankfurt am Main 2006, ISBN 3-8105-0670-2.
- Lieblingsstücke. Krüger-Verlag, Frankfurt am Main 2008, ISBN 978-3-8105-0672-6.
- Susanne Halbleib (Hrsg.): Swinging Offenbach. In Trockensümpfe: Lauter befriedigende Geschichten. Fischer Taschenbuch Verlag, Frankfurt am Main 2008, ISBN 978-3-596-18427-9.
- Charlottes Welt. S. Fischer, Frankfurt am Main 2009, ISBN 978-3-596-85364-9.
- Und ewig grüßt das Moppel-Ich. Krüger-Verlag, Frankfurt am Main 2010, ISBN 978-3-8105-0679-5.
- Der Hund, die Krähe, das Om... und ich! Mein Yoga-Tagebuch. Gräfe und Unzer, München 2011, ISBN 978-3-8338-2498-2.
- Lackschaden. Krüger-Verlag, Frankfurt am Main 2012, ISBN 978-3-8105-0673-3.
- Aufgebügelt. Fischer Krüger, Frankfurt am Main 2013, ISBN 978-3-8105-0674-0.
- Wundertüte. Fischer Krüger, Frankfurt am Main 2015, ISBN 978-3-8105-2259-7.
- Feuerprobe. Fischer Krüger, Frankfurt am Main 2016, ISBN 978-3-8105-3023-3.
- Verzogen. Fischer Krüger, Frankfurt am Main 2018, ISBN 978-3-8105-3024-0.
- Fröhlich fasten! Macht Verzicht tatsächlich gesünder und glücklicher? Ein Selbstversuch mit allen Antworten!. Gräfe und Unzer, München 2019, ISBN 978-3-8338-6724-8.
- Ausgemustert. Knaur, München 2020, ISBN 978-3-426-22707-7.
- Abgetaucht. Knaur, München 2021, ISBN 978-3-426-22705-3.
- Heimvorteil. Knaur, München 2022, ISBN 978-3-426-22706-0.
- Getraut. Knaur, München 2023, ISBN 978-3-426-22805-0.
- Geparkt. Knaur, München 2024, ISBN 978-3-426-44709-3.

mit Regina Schneider
- Aldidente italionao: Schlemmerrezepte von Antipasti bis Zabaglione. Eichborn Verlag, Frankfurt am Main 2000, ISBN 3-8218-3559-1.

mit Constanze Kleis
- Jeder Fisch ist schön – wenn er an der Angel hängt. Krüger-Verlag, Frankfurt am Main 2002, ISBN 3-8105-0660-5.
- F(r)ischhalteabkommen: Länger Freude am Mann. Krüger-Verlag, Frankfurt am Main 2003, ISBN 3-8105-0665-6.
- Langenscheidt Deutsch-Mann/Mann-Deutsch. Langenscheidt, Berlin; München; Wien; Zürich, New York 2005, ISBN 3-468-73111-6.
- Runzel-Ich: Wer schön sein will… Krüger-Verlag, Frankfurt am Main 2007, ISBN 978-3-8105-0668-9.
- Alles über meine Mutter. Krüger-Verlag, Frankfurt am Main 2007, ISBN 978-3-8105-0676-4.
- Alles über meinen Vater. Krüger-Verlag, Frankfurt am Main 2008, ISBN 978-3-8105-0677-1.
- Langenscheidt Diät-Deutsch/Deutsch-Diät: Fröhlich durch dick und dünn. Langenscheidt, Berlin; Madrid; München; Warschau; Wien; Zürich 2013, ISBN 978-3-468-73865-4.
- Diese schrecklich schönen Jahre. Gräfe und Unzer, München 2014, ISBN 978-3-8338-3415-8.
- Frau Fröhlich sucht die Liebe… und bleibt nicht lang allein. Fischer Krüger, Frankfurt am Main 2015, ISBN 978-3-8105-0669-6.
- Kann weg! Frau Fröhlich räumt auf. Gräfe und Unzer, München 2017, ISBN 978-3-8338-6268-7.
- Wenn ich dich nicht hätte! Freundinnen, eine geniale Liebe. Fischer Krüger, Frankfurt am Main 2020, ISBN 978-3-8105-2544-4.
- Weltretten für Anfänger: Von guten Vorsätzen, miesen CO2-Bilanzen und dem Versuch, ein besserer Mensch zu werden. Gräfe und Unzer, München 2020, ISBN 978-3-8338-7064-4.
- Fröhlich mit Abstand: Wie wir uns neu in unseren Alltag verliebten. Knaur, München 2020, ISBN 978-3-426-21493-0.
- Liebe machen. Knaur, München 2022, ISBN 978-3-426-21494-7.
- Halte den Kopf hoch und den Mittelfinger höher. Knaur, München 2023, ISBN 978-3-426-28625-8.

### Hörbücher
- Frisch gepresst (2002), ISBN 3-8218-5201-1.
- Frisch gemacht (2003), ISBN 3-89940-198-0.
- Moppel-Ich. Der Kampf mit den Pfunden (2005), ISBN 3-89964-119-1.
- Familienpackung (2005), ISBN 3-87024-004-0.
- Treuepunkte (2007), ISBN 978-3-86610-319-1.
- Lieblingsstücke (2008), ISBN 978-3-8398-9005-9.
- Charlottes Welt (2009), ISBN 978-3-86610-960-5.
- Und ewig grüßt das Moppel-Ich (2010), ISBN 978-3-8398-1017-0.
- Lackschaden (2012), ISBN 978-3-8398-1148-1.
- Der Hund, die Krähe, das Om... und ich. Mein Yoga-Tagebuch (2012), ISBN 3-86804-219-9
- Aufgebügelt (2013)
- Wundertüte (2015), ISBN 978-3-8398-1372-0.
- Feuerprobe (2016), ISBN 978-3-8398-1498-7.
- Verzogen (2018), Argon Verlag GmbH, S. Fischer Verlag GmbH ISBN 978-3-8398-5315-3.
- Abgetaucht (2021), Argon Verlag GmbH, S. Fischer Verlag GmbH, ISBN 978-3-8398-9729-4.
- Getraut (2023), Argon Verlag GmbH, S. Fischer Verlag GmbH, ISBN 978-3-8398-2024-7.

mit Constanze Kleis
- Jeder Fisch ist schön – wenn er an der Angel hängt (2003), ISBN 3-8218-5240-2.
- Langenscheidt Deutsch – Mann / Mann – Deutsch. Männerverstehen leicht gemacht (2003), ISBN 3-468-73108-6.
- Runzel-Ich. Wer schön sein will ... (2007), ISBN 978-3-86610-552-2.
- Kann weg! Frau Fröhlich räumt auf (2017), ISBN 978-3-8398-8147-7.